# Fuad Muzurović
Fuad Muzurović, född 3 november 1945, är en bosnisk tidigare fotbollsspelare och tränare.
Fuad Muzurović var tränare för det bosniska landslaget 1995–1998 och 2006–2008.